# Hrabstwo Johnson (Kansas)

Piramida wieku hrabstwa

Hrabstwo Johnson – hrabstwo położone w USA w stanie Kansas z siedzibą w mieście Olathe. Założone 25 sierpnia 1855 roku.

## Miasta
- Overland Park
- Olathe
- Shawnee
- Lenexa
- Leawood
- Prairie Village
- Gardner
- Merriam
- Mission
- Roeland Park
- Bonner Springs
- De Soto
- Spring Hill
- Fairway
- Mission Hills
- Edgerton
- Westwood
- Lake Quivira
- Westwood Hills
- Mission Woods

## Drogi główne
- I-35
- I-435
- K-10
- US-69
- K-7
- US-56

## Sąsiednie Hrabstwa
- Hrabstwo Wyandotte
- Hrabstwo Jackson
- Hrabstwo Cass
- Hrabstwo Miami
- Hrabstwo Franklin
- Hrabstwo Douglas
- Hrabstwo Leavenworth